# Jenny Dalenoord
Jenny Johanna Dalenoord (Cirebon, 17 de juny de 1918 – Soest, 25 d'octubre de 2013) fou una il·lustradora, dissenyadora gràfica, aquarel·lista i artista d'historietes neerlandesa.
Va il·lustrar més de 180 llibres infantils al llarg de la seva carrera. Alguns dels seus treballs més notables inclouen les il·lustracions per a Wiplala, d'Annie M. G. Schmidt, el 1957, Padu es gek, de Miep Diekmann, el 1957, i Gideons reizen, d'Anna Rutgers van der Loeff, el 1960.
Dalenoord i Schmidt van compartir el premi per al «millor llibre infantil» de l'any 1957 pel seu treball a Wiplala. Va il·lustrar també revistes infantils holandeses entre les quals les de Jippo, Okki, i Kris Krass. A més del seu treball en la literatura per a nens, Dalenoord va dissenyar una sèrie dels segells de franqueig l'any 1952.
El 1982, se li va atorgar el Zilveren Penseel (Premi de Plata) pel seu treball a Muis, Mol en Rat"